# Annual Review of Microbiology
Annual Review of Microbiology è una rivista accademica sottoposta a revisione paritaria che pubblica articoli di revisione sulla microbiologia. È stata pubblicata per la prima volta nel 1947 e fu la terza rivista della casa editrice Annual Reviews.
Copre gli sviluppi significativi nel campo della microbiologia, compreso lo studio di batteri, archei, virus ed eucarioti unicellulari.
A partire dal 2020, ha avuto quattro redattori editoriali, tra i quali Charles E. Clifton e L. Nicholas Ornston erano collaboratore da più di vent'anni. L'attuale redattrice è Susan Gottesman. A partire dal 2023, viene pubblicato in modalità di accesso aperto, secondo il modello del Subscribe to Open.

## Storia
Il primo numero dell'Annual Review of Microbiology fu pubblicato nel 1947 ed era il terzo titolo della casa editrice Annual Reviews, dopo quelli di biochimica e fisiologia. Il suo primo direttore editoriale fu Charles E. Clifton. Dal 1956 al 1958, Pierre Grabar fornì una sintesi della letteratura microbiologica in lingua russa attraverso una partnership con la National Science Foundation. Ciò non era più necessario poiché gli abstract divennero sempre più comuni, così come le traduzioni dal russo all'inglese. Dal 1986 in poi, la rivista ha posto maggiore enfasi sui parassiti. A partire dal 2020, è stata pubblicata sia in formato cartaceo che elettronico.
La rivista identifica il suo perimetro editoriale con la microbiologia, inclusi batteri, archei, virus ed eucarioti unicellulari.
Il Journal Citation Reports riporta un fattore di impatto della rivista per il 2023 pari a 8,5, classificandola al tredicesimo posto su 161 titoli di riviste nella categoria "Microbiologia".

## Processo editoriale
L'Annual Review of Microbiology ha un caporedattore, che è assistito dal comitato editoriale, che comprende i suoi sostituti, i membri regolari e, occasionalmente, i redattori ospiti. I membri ospiti partecipano su invito del caporedattore e hanno un mandato di un anno.
Tutti gli altri membri del comitato editoriale sono nominati dal consiglio di amministrazione di Annual Reviews e hanno un mandato di cinque anni. Il comitato editoriale determina quali argomenti devono essere inclusi in ogni volume e sollecita revisioni da parte di autori qualificati. Non sono accettati manoscritti non richiesti. La revisione paritaria dei manoscritti accettati è effettuata dal comitato editoriale.

### Redattori dei volumi
Le date riportate di seguito indicano gli anni di pubblicazione in cui qualcuno è stato accreditato come caporedattore o co-redattore di un volume della rivista.
Poiché i volumi sono pianificati molto prima della loro pubblicazione, la nomina di un caporedattore capo generalmente avveniva prima del primo anno qui indicato. Sono riportati anche quei capiredattori andati in pensione o deceduti prima della pubblicazione, purché abbiano contribuito a pianificare il volume.
- Charles E. Clifton (1947–1972) [12]
- Mortimer P. Starr (1973–1982)[12][13]
- L. Nicholas Ornston (1983–2007)[14][15]
- Susan Gottesman (2008–)[15].

### Comitato editoriale
Al 2022, il comitato editoriale risulta composto da:
- Andrew L. Goodman
- Caroline S. Harwood
- Jeff F. Miller
- L. David Sibley
- Lotte Søgaard-Andersen
- Jason E. Stajich
- Lianhui Zhang.